# Хилсборо (Индијана)
Хилсборо (енгл. Hillsboro) град је у америчкој савезној држави Индијана.

## Демографија
По попису из 2010. године број становника је 538, што је 49 (10,0%) становника више него 2000. године.
| Група             | 2000.       | 2010.       |
| Белци             | 486 (99,4%) | 498 (92,6%) |
| Афроамериканци    | 0 (0,0%)    | 1 (0,2%)    |
| Азијати           | 0 (0,0%)    | 0 (0,0%)    |
| Хиспаноамериканци | 2 (0,4%)    | 29 (5,4%)   |
| Укупно            | 489         | 538         |